# Elsa Bland

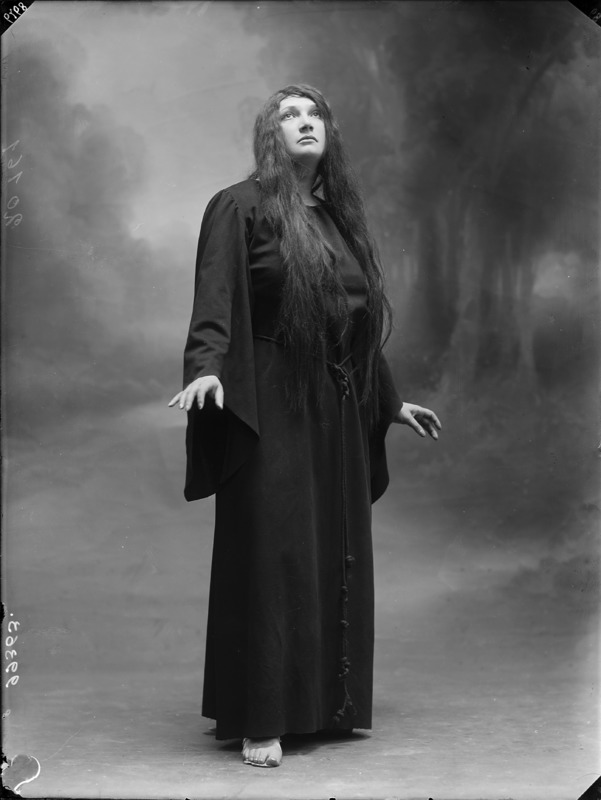
Elsa Bland. Porträtfoto von Mario Nunes Vais.

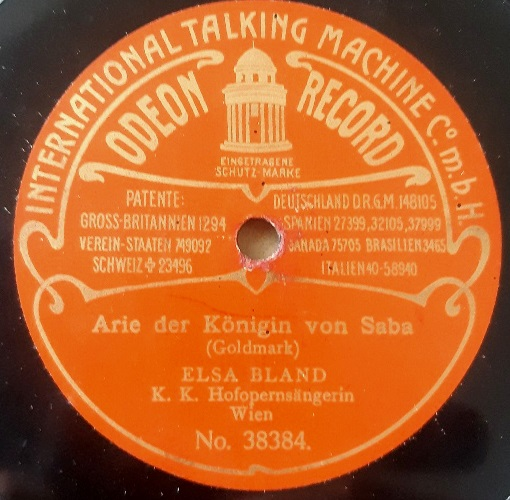
Schallplatte von Elsa Bland (Wien 1906)

Elsa Bland (16. April 1880 als Elsa Blatt in Wien – 27. September 1935 ebenda) war eine österreichische Opernsängerin (Sopran) und Gesangspädagogin.

## Leben
Elsa Bland war eine Tochter des jüdischen Kantors Moriz Blatt aus der Leopoldstadt. Sie wurde von Marianne Brandt unterrichtet und  begann ihre Bühnenkarriere 1903 in Olmütz als „Fidelio“. Sie war dann von 1904 bis 1905 in Magdeburg, 1905 bis 1906 in Altenburg (Thüringen). 1905 gastierte sie an der Wiener Hofoper und sang dann von 1906 bis 1908 dort. Danach arbeitete sie gastierend an diversen Bühnen, bis sie 1912 für eine weitere Saison erneut an der Wiener Hofoper tätig war. Anschließend war sie weiter gastierend tätig, u. a. 1910 und 1911 an der Mailänder Scala bzw. dem Teatro Regio in Parma. 1909 und 1911 war sie zu Gast am Teatro Regio in Turin als „Isolde“ im Tristan, von 1920 bis 1924 wiederum an der Wiener Hofoper als Gast und 1923 am Teatro Colón in Buenos Aires als „Elektra“ von Strauss und in Wagnerpartien. Nach dem Ende ihrer Bühnenkarriere arbeitet sie als Gesangspädagogin in Wien. Sie war in erster Ehe mit dem österreichischen Rittmeister Barthelmus verheiratet.
Elsa Bland besang Schallplatten für G&T, Columbia, Odeon und Gramophone sowie Walzen für Pathé (alle Wien 1905–08).